# Гович, Милена
Милена Гович (англ. Milena Govich, род. 29 октября 1976, Норман, Оклахома, США) — американская телевизионная актриса, наиболее известная благодаря своей роли детектива Нины Кэссиди в семнадцатом сезоне сериала NBC «Закон и порядок». Гович вошла в историю сериала будучи первой и единственной исполнительницей ведущей роли женщины-детектива. Ранее она появилась в одном из эпизодов шестнадцатого сезона в небольшой роли, а затем получила регулярную роль в недолго просуществовавшем спин-оффе сериала «Закон и порядок: Специальный корпус» — «Убеждение» со Стефани Марч.
Гович родилась в Нормане, штат Оклахома и окончила Университет центральной Оклахомы, после чего переехала в Нью-Йорк, чтобы начать актёрскую карьеру на сцене. На Бродвее она появилась в мюзиклах «Кабаре», The Boys from Syracuse и Good Vibrations. Гович также имела второстепенную роль в сериале FX «Спаси меня», а с тех пор появилась в «Ясновидец», «Следствие по телу» и «Менталист». В 2014 году она взяла на себя второстепенную роль в сериале MTV «В поисках Картер».

## Фильмография
| Кино        | Кино                   | Кино                  | Кино                 | Кино                                               |
| Год         | Русское название       | Оригинальное название | Роль                 | Примечание                                         |
| ----------- | ---------------------- | --------------------- | -------------------- | -------------------------------------------------- |
| 2004        |                        | Bad Behavior          | Alex                 | Короткометражный фильм                             |
| 2006        |                        | In Love               | Maxine               | Короткометражный фильм                             |
| 2006        |                        | East Side Story       | Sara                 | Короткометражный фильм                             |
| 2009        |                        | Sordid Things         | Helen Little         |                                                    |
| 2011        |                        | A Novel Romance       | Jenny Sparks         |                                                    |
| 2014        |                        | Lucky N#mbr           | Scar                 |                                                    |
| 2014        |                        | Pass the Light        | Anne                 |                                                    |
| Телевидение |                        |                       |                      |                                                    |
| Год         | Русское название       | Оригинальное название | Роль                 | Примечание                                         |
| 2005        | Закон и порядок        | Law & Order           | Geneva               | Эпизод: «Flaw»                                     |
| 2005-2009   | Спаси меня             | Rescue Me             | Candy                | 16 эпизодов                                        |
| 2006        | Продюсер               | Love Monkey           | Gabby                | Эпизод: «Pilot»                                    |
| 2006        | Убеждение              | Conviction            | A.D.A. Jessica Rossi | Регулярная роль, 13 эпизодов                       |
| 2006-07     | Закон и порядок        | Law & Order           | Det. Nina Cassady    | Регулярная роль, 22 эпизода                        |
| 2007        | Полиция Нового Орлеана | K-Ville               | D.A. Lyndsey Swann   | 4 эпизода                                          |
| 2009        | Ясновидец              | Psych                 | Morgan Conrad        | Эпизод: «Earth, Wind and… Wait for It»             |
| 2010        | Защитники              | The Defenders         | ADA Tracy Hunt       | Эпизоды: «Nevada v. Cerrato» и «Nevada v. Rodgers» |
| 2011        | Следствие по телу      | Body of Proof         | Mindy Harbinson      | Эпизод: «Dead Man Walking»                         |
| 2012        | Добиться или сломаться | Make It or Break It   | Regina Turner        | Эпизоды: «Dream On» и «United Stakes»              |
| 2014        | Менталист              | The Mentalist         | Molly                | Эпизод: «Grey Water»                               |
| 2014—2015   | В поисках Картер       | Finding Carter        | Лори Стивенс         | 24 эпизода                                         |